# 榊原弱者救済所
座標: 北緯34度52分38.2秒 東経136度53分46.9秒 / 北緯34.877278度 東経136.896361度

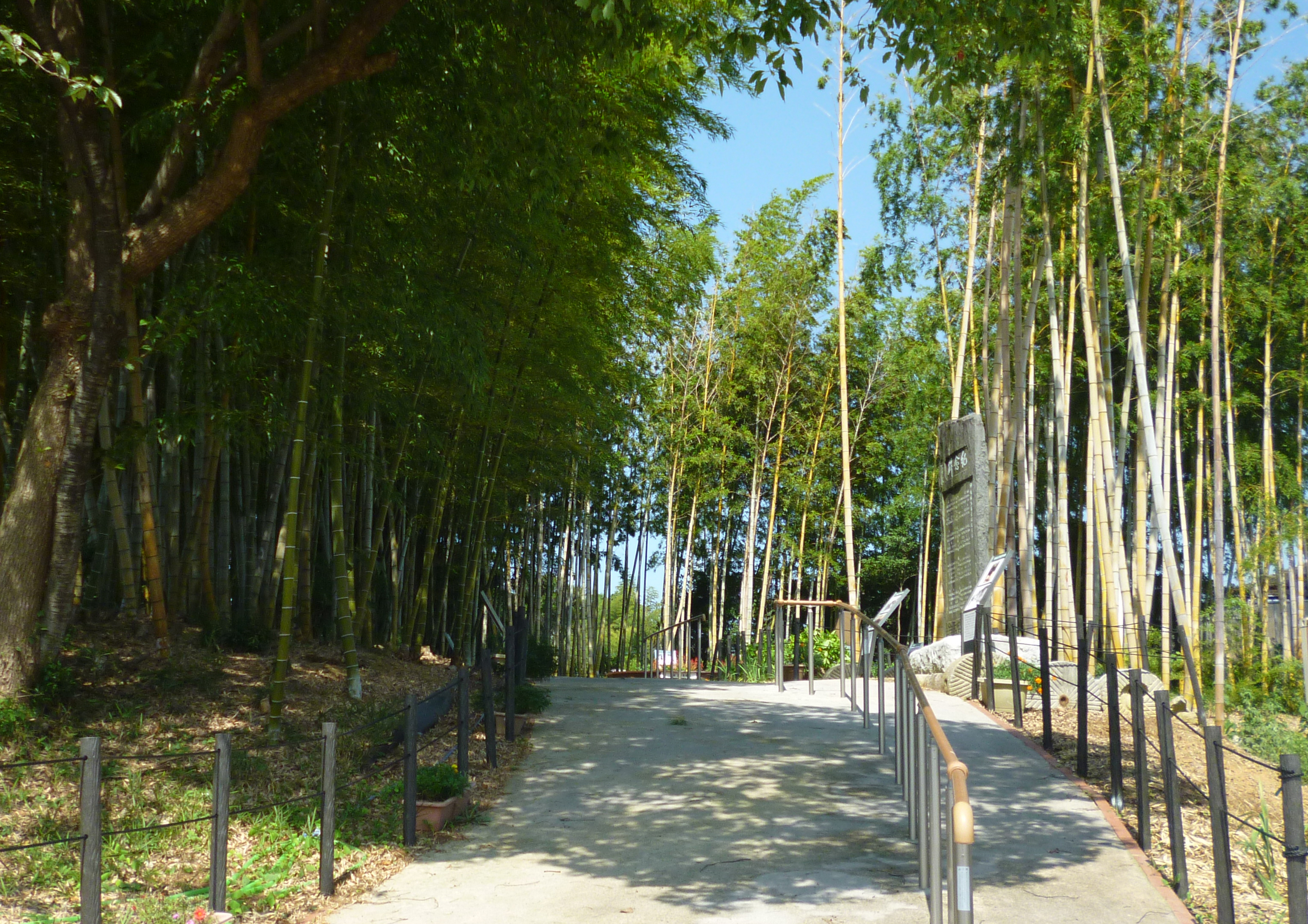
榊原弱者救済所跡と記念碑

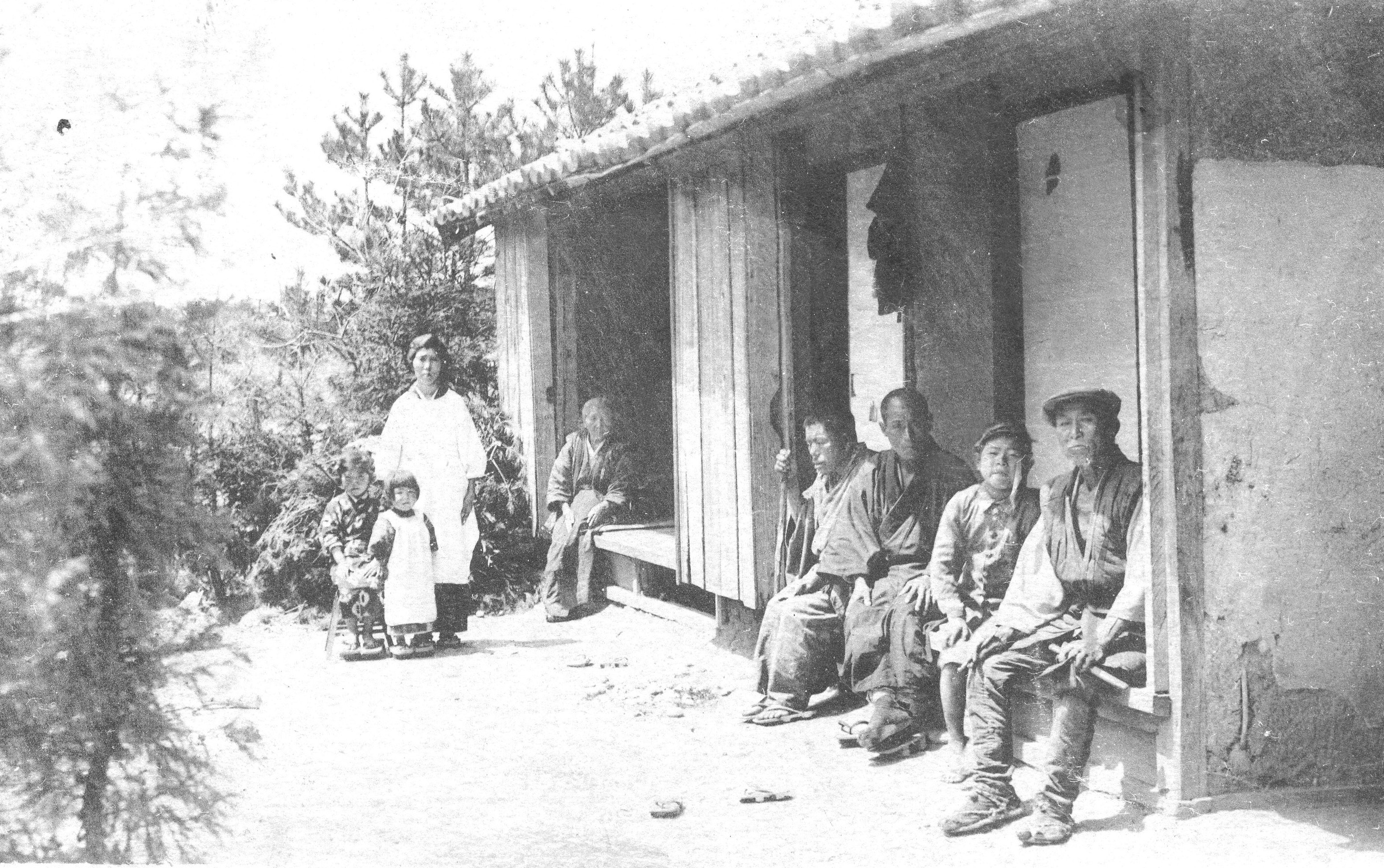
救済所の老病者棟

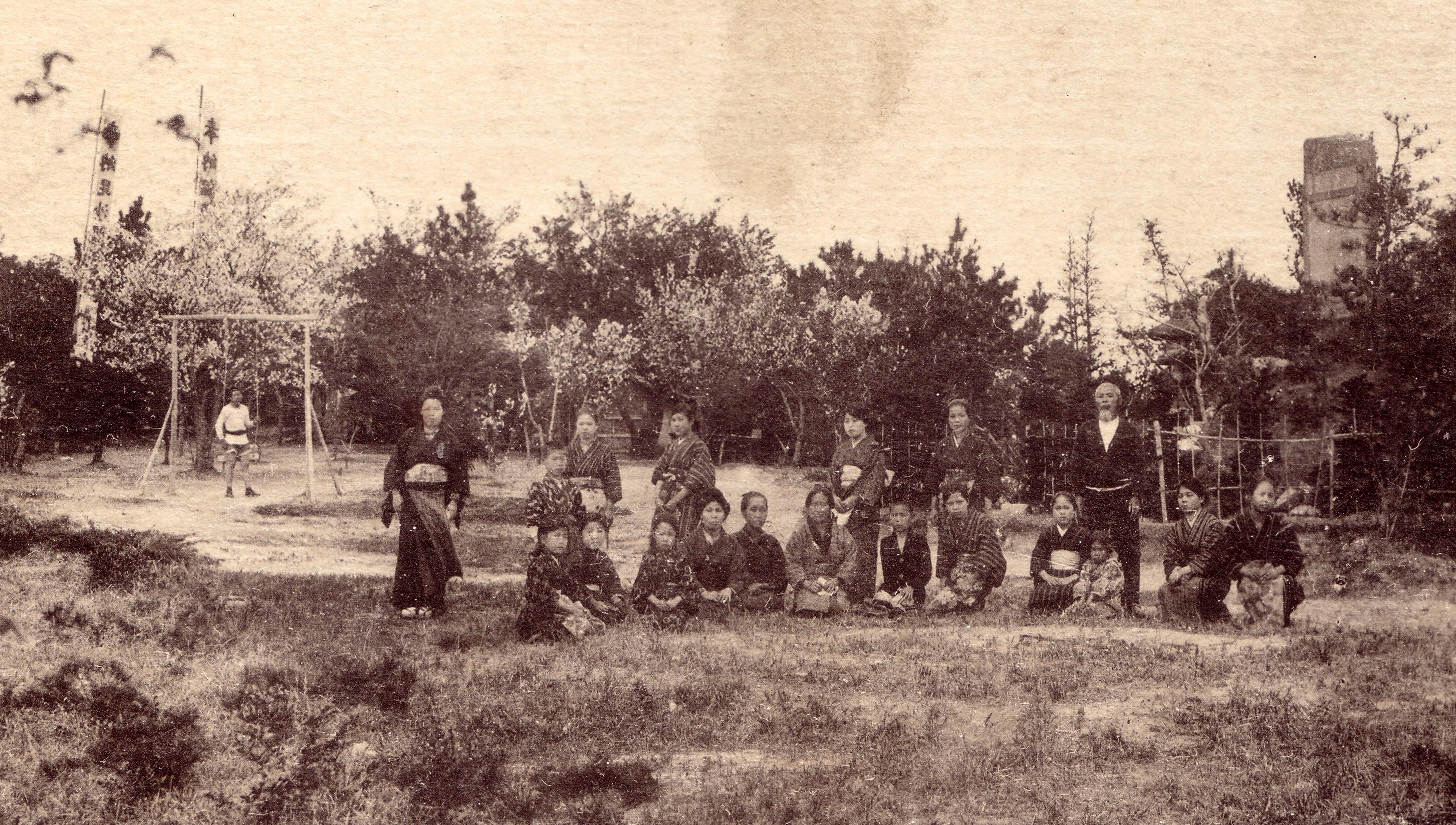
救済所の運動場

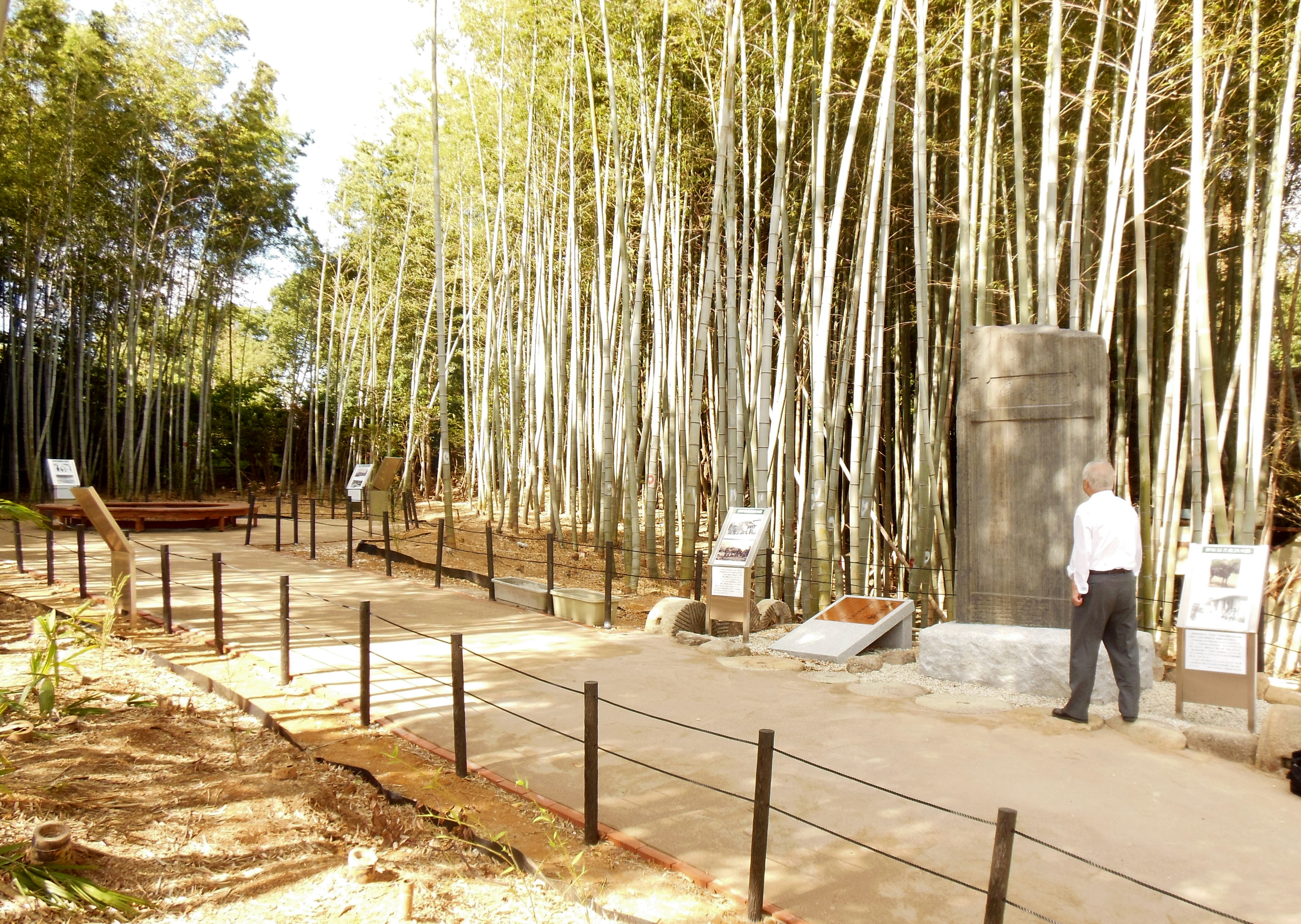

榊原弱者救済所（さかきばらじゃくしゃきゅうさいじょ）は、1899年（明治32年）から1930年（昭和5年）にかけて、今の愛知県半田市鴉根町にあった民間の弱者救済所。地名から鴉根弱者救済所(からすねじゃくしゃきゅうさいじょ)と呼ばれることもあった。
この項目では、創立者の榊原亀三郎についても記述する。

## 概要
1898年（明治31年）頃、今の半田市鴉根町（当時・知多郡成岩町鴉根）の丘陵地に、社会的弱者を救済する施設ができた。施設を造ったのは、榊原亀三郎（1868年 - 1925年）という民間人である。彼は23歳で救済事業に取り組んだが、それ以前は「べっ甲亀」の名を持つ侠客で、それも70名もの子分を持つ男だった。
それが慈善家に転身したのは、静岡刑務所に服役していた際の典獄（刑務所長）川村矯一郎と、日本を代表する慈善家・金原明善との出会いであった。2人に触発された榊原亀三郎は、故郷の知多郡成岩町に帰り、子分を説得して組を解散した。そして彼に付いてきた20数名の子分と共に鴉根の丘陵地を私財により開墾し、そこに弱者を救済する施設「榊原弱者救済所」を作り上げた。
施設の完成は、1899年（明治32年）8月20日。当初は600坪の敷地に2棟の宿舎だったが、その後、地元の理解も得られるようになり、やがて総面積6万6000坪、そのうち4000坪に11棟の宿舎、武道場、宗教施設などをもつ大きな救済施設となった。
以来この救済所には、社会から見捨てられた孤児、捨て子、重度の身体障害者、行くあてのない老人、それに刑期を終えて出所しても帰るところのない出獄者や余刑者が集まってきた。また、遊郭から逃げ出した遊女など、女性たちの駆け込み寺のような役目も果たしていた。
その後30年にわたり、計1万5000人もの人を救済した、日本で最初にして最大の民間の弱者救済所である。
1925年（大正14年）、榊原亀三郎が事故死。その5年後、世相が戦争へと走り出した影響も大きく、弱者が切り捨てられたようにこの救済所も閉所され、跡地は杉治商会、のち中島飛行機に買収された。
その後、榊原亀三郎の偉業と救済所の存在は忘れられていたが、2010年（平成22年）、「はんだ郷土史研究会」代表幹事の西まさるが、亀三郎の生涯をまとめた著書『幸せの風を求めて』を出版。2013年（平成25年）になり、榊原弱者救済所跡を広く一般公開しようとの動きが出て「榊原弱者救済所跡保存会」が結成され、半田市、半田市鴉根区、半田保護司会、はんだ郷土史研究会の協力により活動が行われた。半田市鴉根町の「鴉根ちびっ子広場」に隣接する約450坪の竹林を開墾して「榊原弱者救済所跡公園」を造り、同年9月23日に同公園のお披露目式と記念式典が開かれ、約180名が参列した。それに併せ、榊原弱者救済所をモデルにした絵本『いばりんぼうのカメ』（文・西まさる　絵・スギウラフミアキ　新葉館出版刊）が出版された。

## 交通アクセス
- 名鉄河和線 青山駅下車、「青山駅」バス停から半田市公共交通バス「ごんくる」青山・成岩線（青成バス）「君ヶ橋住宅方面」乗車、「鴉根町」下車
- 知多半島道路・南知多道路半田ICから車で5〜10分